# Seznam jezer ve Švýcarsku
Švýcarská jezera („jezero“ německy See, francouzsky lac, italsky lago, rétorománsky lej)
Tabulka obsahuje přehled přírodních jezer ve Švýcarsku s plochou přes 1 km².
| jezero                                 | kanton(y)                                | rozloha km² | poloha m n.m. | hloubka m | odtok (povodí) m           |
| -------------------------------------- | ---------------------------------------- | ----------- | ------------- | --------- | -------------------------- |
| Ženevské jezero (Lac Léman)            | Valais, Vaud, Ženeva                     | 348,40      | 372           | 310       | Rhôna                      |
| Neuchâtelské jezero (Lac de Neuchâtel) | Bern, Fribourg, Neuchâtel, Vaud          | 215,20      | 429           | 153       | Zihlkanal (Aare)           |
| Bodamské jezero (Bodensee)             | St. Gallen, Thurgau                      | 171,63      | 396           | 252       | Rýn                        |
| Lucernské jezero (Vierwaldstättersee)  | Lucern, Nidwalden, Obwalden, Schwyz, Uri | 113,72      | 434           | 214       | Reuss (Aare)               |
| Curyšské jezero (Zurychsee)            | St. Gallen, Schwyz, Curych               | 88,17       | 406           | 136       | Limmat (Aare)              |
| Thunské jezero (Thunersee)             | Bern                                     | 47,74       | 558           | 215       | Aare (Rýn)                 |
| Lago Maggiore                          | Ticino                                   | 42,29       | 193           | 372       | Ticino (Pád)               |
| Bielské jezero (Bielersee)             | Bern, Neuchâtel                          | 39,51       | 429           | 74        | Zihl, Nidau-Büren (Aare)   |
| Zugské jezero (Zugersee)               | Lucern, Schwyz, Zug                      | 38,41       | 413           | 198       | Lorze (Reuss)              |
| Luganské jezero (Lago di Lugano)       | Ticino                                   | 30,70       | 271           | 288       | Tresa (Pád)                |
| Brienzské jezero (Brienzersee)         | Bern                                     | 29,81       | 564           | 260       | Aare (Rýn)                 |
| Walensee                               | Glarus, St. Gallen                       | 24,16       | 419           | 150       | Linthkanal (Aare)          |
| Murtensee / Lac de Morat               | Fribourg, Vaud                           | 22,80       | 429           | 46        | Canal de la Broye (Aare)   |
| Sempachersee                           | Lucern                                   | 14,36       | 504           | 87        | Suhre (Aare)               |
| Hallwilersee                           | Aargau, Lucern                           | 10,21       | 449           | 47        | Aabach (Aare)              |
| Lac de Joux - Lac Brenet               | Vaud                                     | 9,56        | 1004          | 34        | Orbe (Aare)                |
| Greifensee                             | Curych                                   | 8,17        | 435           | 34        | Glatt (Rýn)                |
| Sarnersee (Sarnersee)                  | Obwalden                                 | 7,38        | 469           | 52        | Sarner Aa (Aare)           |
| Ägerisee                               | Zug                                      | 7,25        | 724           | 82        | Lorze (Reuss)              |
| Baldeggersee                           | Lucern                                   | 5,24        | 463           | 66        | Aabach (Aare)              |
| Silsersee / Lej da Segl                | Graubünden                               | 4,10        | 1797          | 71        | Sella (Inn)                |
| Pfäffikersee                           | Curych                                   | 3,3         | 536           | 35        | Aa (Rýn)                   |
| Silvaplanersee / Lej da Silvaplauna    | Graubünden                               | 3,10        | 1790          | 77        | průtok k Champfersee (Inn) |
| Lauerzersee                            | Schwyz                                   | 3,10        | 447           | 14        | Seeweren (Reuss)           |
| Lungerersee                            | Obwalden                                 | 2,01        | 688           | 68        | Sarner Aa (Aare)           |
| Lago di Poschiavo                      | Graubünden                               | 1,98        | 962           | 84        | Poschiavino (Adda)         |
| Oeschinensee                           | Bern                                     | 1,10        | 1578          | 44        | Öschibach (Aare)           |

## Mapa

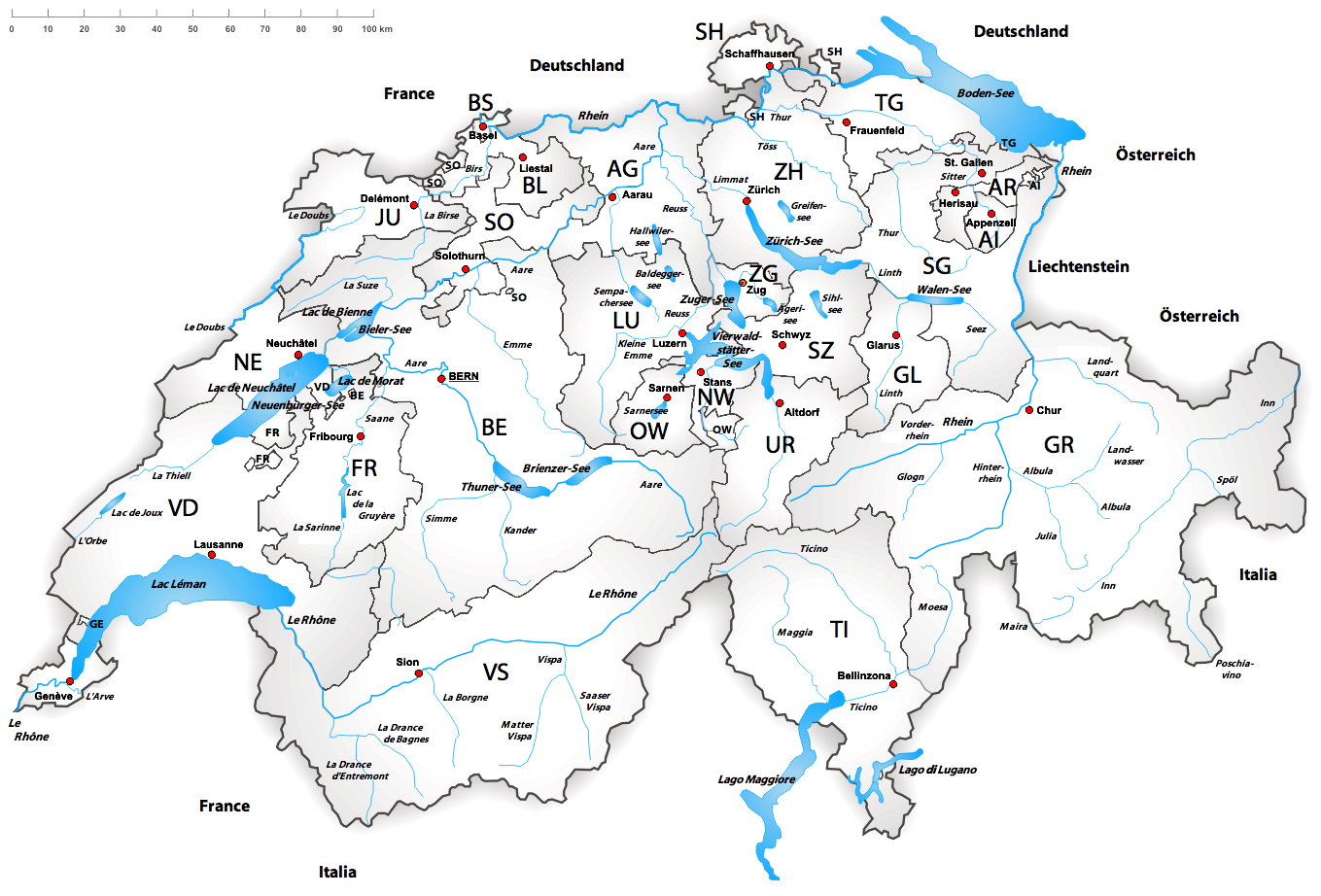
Mapa Švýcarska s jezery a řekami, kantony a jejich hlavními městy